# Kamarkhanda
Kamarkhanda (en bengali : কামারখন্দ) est une upazila du Bangladesh dans le district de Sirajganj. En 1991, on y dénombrait 105 997 habitants.